# 土坝孜街道
土坝孜街道，是中华人民共和国安徽省淮南市八公山区下辖的一个乡镇级行政单位。

## 行政区划
土坝孜街道下辖以下地区：
三星社区、三马路社区、支架社区、小刘庄社区、建井社区和大马路社区。